# Basses Vallées du Cotentin et Baie des Veys
Basses Vallées du Cotentin et Baie des Veys este o arie protejată (arie de protecție specială avifaunistică — SPA) din Franța întinsă pe o suprafață de 33.683 ha, din care 13 % marine.

## Localizare
Centrul sitului Basses Vallées du Cotentin et Baie des Veys este situat la coordonatele 49°21′N 1°09′W / 49.35°N 1.15°V.

## Înființare
Situl Basses Vallées du Cotentin et Baie des Veys a fost declarat arie de protecție specială avifaunistică în baza directivei 79/409 din 1979 referitoare la conservarea păsărilor sălbatice pentru a proteja 47 de specii de animale.

## Biodiversitate
Situată în ecoregiunile atlantică și mediteraneană, aria protejată nu include niciun habitat protejat.
La baza desemnării sitului se află mai multe specii protejate de  păsări (47): pitulice de apă (Acrocephalus paludicola), pescăruș albastru (Alcedo atthis), rață sulițar (Anas acuta), rață lingurar (Anas clypeata), rață pitică (Anas crecca), rață cârâitoare (Anas querquedula), rață pestriță (Anas strepera), gâscă cenușie (Anser anser), pietruș (Arenaria interpres), ciuf de câmp (Asio flammeus), buhai de baltă (Botaurus stellaris), Calidris alba, fugaci de țărm (Calidris alpina), Calidris canutus, prundăraș de sărătură (Charadrius alexandrinus), prundaș gulerat mare (Charadrius hiaticula), chirighiță-cu-obraz-alb (Chlidonias hybridus), chirighiță neagră (Chlidonias niger), barză albă (Ciconia ciconia), erete de stuf (Circus aeruginosus), erete cenușiu (Circus pygargus), cristeiul de câmp (Crex crex), egretă albă (Egretta alba), egretă mică (Egretta garzetta), șoim călător (Falco peregrinus), becațină comună (Gallinago gallinago), scoicar (Haematopus ostralegus), Larus argentatus, pescăruș sur (Larus canus), pescăruș-cu-cap-negru (Larus melanocephalus), pescăruș râzător (Larus ridibundus), sitar de mal nordic (Limosa lapponica), sitar de mâl (Limosa limosa), gușă albastră (Luscinia svecica), culic mare (Numenius arquata), bătăuș (Philomachus pugnax), ploier auriu (Pluvialis apricaria), ploier argintiu (Pluvialis squatarola), cresteț pestriț (Porzana porzana), eider (Somateria mollissima), chiră mică (Sterna albifrons), chiră de baltă (Sterna hirundo), chiră de mare (Sterna sandvicensis), călifar alb (Tadorna tadorna), fluierar negru (Tringa erythropus), fluierarul cu picioare roșii (Tringa totanus), nagâț (Vanellus vanellus).
Pe lângă speciile protejate, pe teritoriul sitului au mai fost identificate 5 specii de păsări.